# José Melitón Rodríguez Pérez
José Melitón Rodríguez Pérez (Lima, 8 de marzo de 1848 - Punta Angamos, 8 de octubre de 1879) fue un marino peruano. Héroe de la Guerra del Pacífico, falleció en el combate naval de Angamos, como tercer comandante del monitor Huáscar. 

## Biografía
Fue hijo de José Ponciano Rodríguez Uría y Juana Pérez Bedoya. Estudió en el Seminario de Santo Toribio. Luego se dedicó al comercio, pero pronto decidió por incorporarse a la marina. Comenzó a servir a bordo del monitor Huáscar en calidad de guardiamarina (14 de diciembre de 1869). De allí pasó a la fragata Independencia (1871-1873), y luego volvió al Huáscar, ascendiendo a teniente segundo en 1876. En 1877 estuvo sucesivamente en el Talismán, la Unión, la Independencia y la Pilcomayo, volviendo una vez más al monitor Huáscar para ya no cambiar de barco. Ya por entonces era Teniente primero graduado.
Al estallar la Guerra entre Perú y Chile, estuvo al lado del Almirante Miguel Grau en todos los combates de la campaña marítima. Se halló en el combate naval de Iquique el 21 de mayo de 1879, y se le comisionó el mando de una barca de carga capturada al enemigo, el velero Emilia, que llevaba 500 toneladas de cobre, para remitirla como presa al Callao. Luego participó en el Segundo combate naval de Antofagasta del día 28 de agosto.

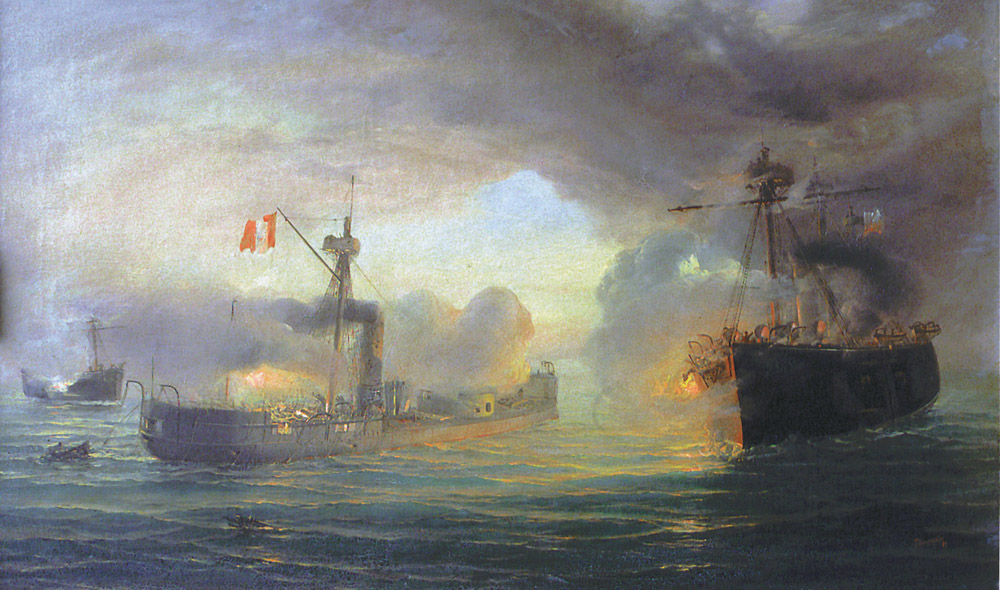
Combate de Angamos.

Al momento de iniciarse el combate naval de Angamos del 8 de octubre de 1879, se hallaba como guardia matinal en la cubierta del monitor. Tras producirse las muertes sucesivas de Grau y Elías Aguirre Romero, comandantes del Huáscar, Rodríguez tomó el mando de la nave, que soportaba los disparos de los blindados chilenos. Finalmente, le tocó también sucumbir heroicamente, cuando sacaba la cabeza de la tronera de la torre giratoria para apuntar uno de los cañones, momento en que un proyectil enemigo pasó por encima de la torre, volando la cabeza de Rodríguez y cayendo su cuerpo inerte en el interior. Tenía 31 años. Su cuerpo descansa en la Cripta de los Héroes en el Cementerio Presbítero Matías Maestro de Lima.